# Sfinx (film)

Afișul original al filmului

Sfinx (titlu original: Sphinx) este un film american din 1981 regizat de Franklin J. Schaffner. În rolurile principale joacă actorii Lesley-Anne Down, Frank Langella și Maurice Ronet .

## Prezentare
Erica Baron, egiptolog dedicat, cercetează o lucrare despre arhitectul-șef al faraonului Seti. La scurt timp după sosirea sa la Cairo, este martoră la uciderea brutală a unui vânzător de artă fără scrupule Abdu-Hamdi, se întâlnește cu un jurnalist francez pe nume Yvon și se împrietenește cu Akmed Khazzan, cel care conduce divizia de antichități a Organizației Națiunilor Unite. Atunci când călătoriile Ericăi o duc în Valea Regilor din Luxor pentru a căuta un mormânt despre care există informații că ar fi plin de comori, ea însăși devine ținta vânzătorilor de antichități de pe piața neagră care sunt hotărâți să păstreze bogățiile pentru ei înșiși.

## Distribuție
- Lesley-Anne Down - Erica Baron
- Frank Langella - Akmed Khazzan
- Maurice Ronet - Yvon Mageot
- John Gielgud - Abdu-Hamdi
- Vic Tablian - Khalifa
- Martin Benson - Mohammed
- John Rhys-Davies - Stephanos Markoulis
- Nadim Sawalha - Gamal
- Tutte Lemkow - Tewfik
- Saeed Jaffrey - Selim
- Eileen Way - Aida
- William Hootkins - Don
- James Cossins - Lord Carnarvon
- Victoria Tennant - Lady Carnarvon

## Producție
Filmările de interior au fost realizate la Budapesta. Printre lcourile din Egipt în care au avut loc filmări se numără bazare din Cairo, Giza,  Winter Palace Hotel din Luxor și Theba.